# Тумакский сельсовет
Тумакский сельсовет — сельское поселение в Володарском районе Астраханской области Российской Федерации.
Административный центр — село Тумак.

## История
Статус и границы сельского поселения установлены Законом Астраханской области от 6 августа 2004 года № 43/2004-ОЗ «Об установлении границ муниципальных образований и наделении их статусом сельского, городского поселения, городского округа, муниципального района».

## Население
| 2010  | 2012  | 2013  | 2014  | 2015  | 2016  | 2017  |
| ----- | ----- | ----- | ----- | ----- | ----- | ----- |
| 2539  | ↘2531 | ↗2539 | ↘2528 | ↘2520 | ↘2488 | ↘2485 |
| 2018  | 2019  | 2020  | 2021  |       |       |       |
| ↘2436 | ↘2406 | ↘2382 | ↘2375 |       |       |       |

## Состав сельского поселения
| № | Населённый пункт | Тип населённого пункта       | Население |
| - | ---------------- | ---------------------------- | --------- |
| 1 | Тумак            | село, административный центр | ↘2375     |